# Toepassingsvoetafdruk
Een toepassingsvoetafdruk (Engels: application footprint), softwarevoetafdruk of computerprogrammavoetafdruk is wat een toepassing ofwel computerprogramma nodig heeft van de computer en eventueel het computernetwerk waarop het draait, zoals geheugen, instellingen, randapparatuur en communicatiemogelijkheden. Het gaat niet om de minumeisen die een toepassing vraagt, maar om het daadwerkelijk gebruik.
Een toepassing met een grote voetafdruk kan het gebruik van andere toepassingen hinderen of belemmeren. Dat kan ook gebeuren als een toepassing het alleenrecht voor het gebruik van bepaalde computeronderdelen vraagt, of als het instellingen verlangt die strijdig zijn met de eisen van een andere toepassing.